# Кашубівка
Кашу́бівка — село в Україні, у Терешківській сільській громаді Полтавського району Полтавської області. Населення становить 517 осіб. До 2017 орган місцевого самоврядування — Микільська сільська рада.

## Географія
Село Кашубівка знаходиться на відстані 1 км від сіл Микільське та Портнівка. Поруч проходять автомобільна дорога Т 1712 та залізниця, станції Микільське і Минівка за 1 км.

## Історія
- 12 червня 2020 року, відповідно до розпорядження Кабінету Міністрів України № 721-р «Про визначення адміністративних центрів та затвердження територій територіальних громад Полтавської області», село увійшло до складу Терешківської сільської громади[1].
- 19 липня 2020 року, в результаті адміністративно — територіальної реформи та ліквідації Полтавського району(1925—2020), село увійшло до складу новоутвореного Полтавського району[2].

## Населення

### Мова
Розподіл населення за рідною мовою за даними перепису 2001 року:
| Мова       | Кількість | Відсоток |
| ---------- | --------- | -------- |
| українська | 499       | 96.52%   |
| російська  | 18        | 3.48%    |
| Усього     | 517       | 100%     |

## Назва
Назва походить від прізвища Кашуба або від представників слов'яського народу кашубів.

## Економіка
- ЗАТ «Кашубівка».

## Об'єкти соціальної сфери
- Школа І ст.
- Кашубівський сільський клуб
- Кашубівська публічна бібліотека